# Rapport Toer
Le Rapport Toer est une course cycliste disputée en Afrique du Sud de 1973 à 2000. Elle a fait partie du calendrier de l'Union cycliste internationale de 1993 à 2000.

## Palmarès
- 1973 :  Pierre-Luigi Tagliavini
- 1974 :  Arthur Metcalfe
- 1975 :  Fernando Mendes
- 1976 :  Venceslau Fernandes
- 1977 :  Robert McIntosh
- 1978 :  Marco Chagas
- 1979 :  Janie Diple
- 1980 :  Jan van den Berg
- 1981 :  Robert McIntosh
- 1982 :  Alan van Heerden
- 1983 :  Robert McIntosh
- 1984 :  Ertjies Bezuidenhout
- 1985 :  Mark Beneke
- 1986 :  Robert McIntosh
- 1987 :  Alan van Heerden
- 1988 :  Robert McIntosh
- 1989 :  Laurens Smith
- 1990 :  Willy Engelbrecht
- 1991 :  Mark Beneke
- 1993 :  Steffan Gotschling
- 1994 :  Michael Rich
- 1995 :  Michael Andersson
- 1996 :  Scott Mercier
- 1999 :  Michael Rich
- 2000 :  Tobias Steinhauser